# 匈牙利犹太人历史

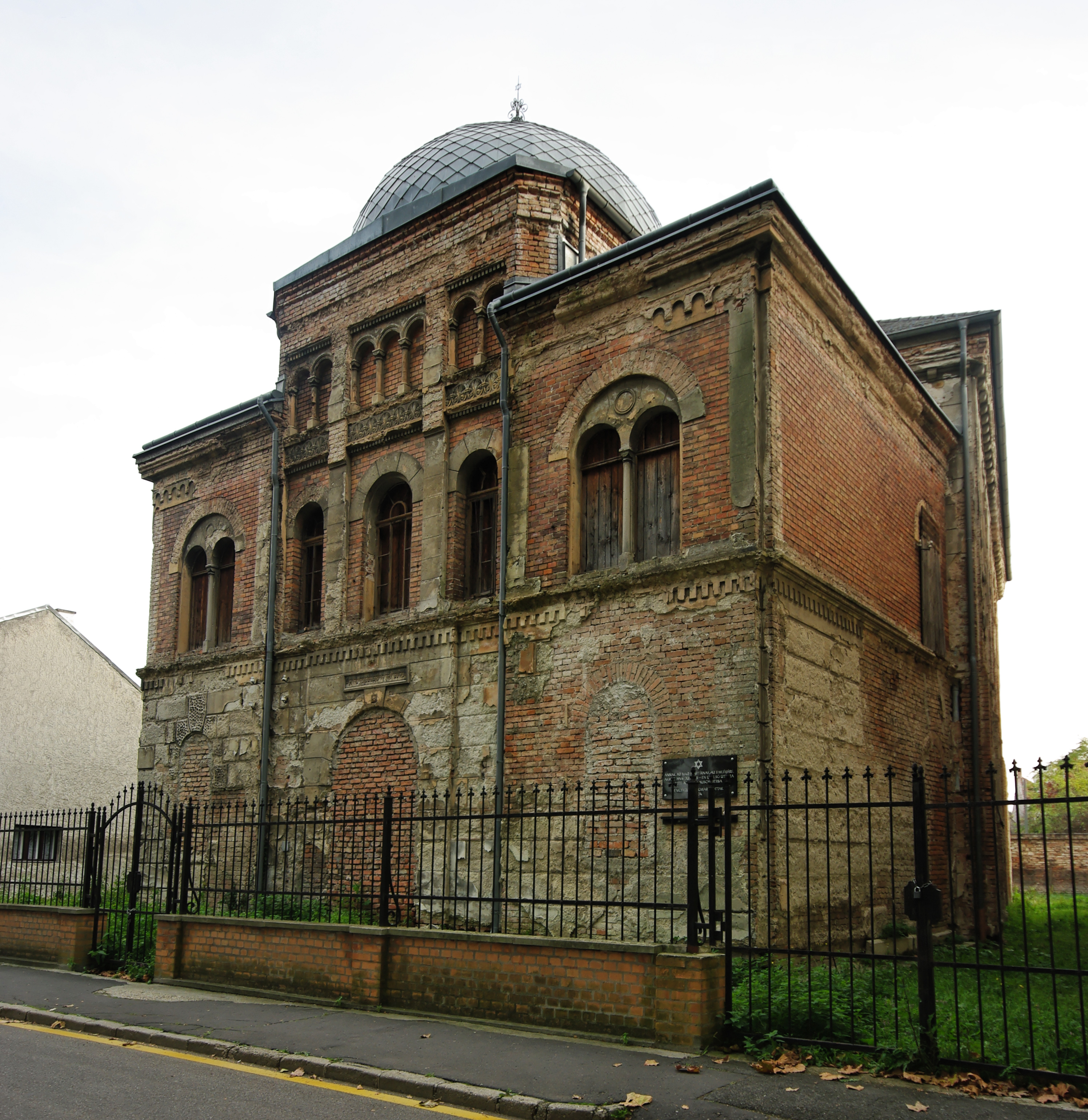
匈牙利的猶太教堂

匈牙利犹太人的历史至少可以追溯至匈牙利王国时期。在中世纪就有犹太人生活在匈牙利王国境内。在匈牙利国王安德烈二世统治国家期间，也曾有犹太人官員。从13世纪下半叶开始，匈牙利王国的宗教宽容度下降，国家政策变得与西欧国家对待犹太人口的政策相似。
到了第一次世界大战时期，匈牙利的阿什肯纳兹犹太人群体已经较好地融入了匈牙利人的社会。至20世纪初，匈牙利犹太人人口已经增长至全国总人口的5%，犹太人占首都布达佩斯总人口的23%。至1941年，布达佩斯犹太人中已有逾17%的人改宗天主教。
《特里亚农条约》簽定後，部分匈牙利領土被夺走。在战间期，依旧想要重夺被奪走领土的匈牙利政府选择与納粹德國和法西斯義大利政府合作，因此便增强了对本国犹太人口的压迫性政策。从1938年起，在霍爾蒂·米克洛什统治下，匈牙利通过了一系列仿效德国的纽伦堡法案的反犹法令。1944年3月19日，德国通過瑪格麗特行動占领匈牙利，接着，大量犹太人被送入奥斯威辛集中营；当年5月至7月间，奥斯威辛集中营接收了437000名匈牙利犹太人，绝大多数人都在刚抵达集中营后就被用毒气杀害了。
2011年匈牙利人口普查结果显示，有10965人（占全国人口的0.11%）自称是犹太教教徒，其中有10553人（占比96.2%）自称是马扎尔人。据估计，2010年的匈牙利犹太人数量在54000人至13万余人之间，绝大部分都集中在布达佩斯。匈牙利現今有着很多依然有宗教活动的犹太会堂，其中就有全欧最大的犹太会堂烟草街会堂；该会堂也是全球第二大的犹太会堂，仅次于纽约的以马内利会堂。